# Trilepis kanukuensis
Trilepis kanukuensis là loài thực vật có hoa trong họ Cói. Loài này được Gilly miêu tả khoa học đầu tiên năm 1943.